# 1970 en mathématiques
| Années des mathématiques : 1967 - 1968 - 1969 - 1970 - 1971 - 1972 - 1973    |
| Décennies des mathématiques : 1940 - 1950 - 1960 - 1970 - 1980 - 1990 - 2000 |

Cet article présente les faits marquants de l'année 1970 en mathématiques.

## Évènements
- Octobre : le mathématicien britannique Martin Gardner fait connaître dans Scientific American un automate cellulaire, le « jeu de la vie », imaginé par un jeune professeur de Cambridge, John Horton Conway[1].

## Prix
- Prix Norbert Wiener pour les mathématiques appliquées : Richard E. Bellman
- Prix Dannie-Heineman de physique mathématique : Yoichiro Nambu
- Prix de la Société mathématique autrichienne : Hans Lausch

## Naissances

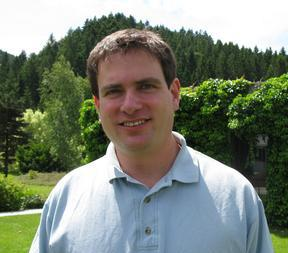
Elon Lindenstrauss

- 11 février : Jana Rodriguez Hertz, mathématicienne argentine et uruguayenne.
- 14 février : Christopher Hacon, mathématicien britannique.
- 22 février : Ravi Vakil, mathématicien canadien.
- 23 mars : Lê Thị Thanh Nhàn, mathématicienne vietnamienne.
- 19 avril : Charles-Albert Lehalle, mathématicien chercheur en mathématiques appliquées français.
- 24 avril : Tatiana Roque, mathématicienne brésilienne.
- 13 mai : Ian Agol, mathématicien américain.
- 12 juin : Annette Warner (née Imhausen), historienne des mathématiques et mathématicienne allemande.
- 18 juillet : Katrin Wendland, mathématicienne allemande.
- 1er août : 
  - Elon Lindenstrauss, mathématicien israélien, médaille Fields en 2010.
  - Bertrand Monthubert, mathématicien et militant français.
- 3 septembre : Stanislav Smirnov, mathématicien russe.
- 3 novembre : Emmanuel Grenier, mathématicien français.
- 20 novembre : Brian Conrad, mathématicien américain.
- 23 novembre : Massimo Marchiori, mathématicien italien.
- 28 novembre : Alain Plagne, mathématicien français.
- 11 décembre : Peter Balazs, mathématicien autrichien.
- 30 décembre : Paul Seidel, mathématicien italo-suisse.

### Date non renseignée
- Pierre Bieliavsky, mathématicien belge.
- Jeanne Clelland, mathématicienne américaine.
- Damir Filipović, mathématicien suisse.
- Clare Parnell, astrophysicienne et mathématicienne appliquée britannique.
- Van H. Vu, mathématicien vietnamien et américain.

## Décès

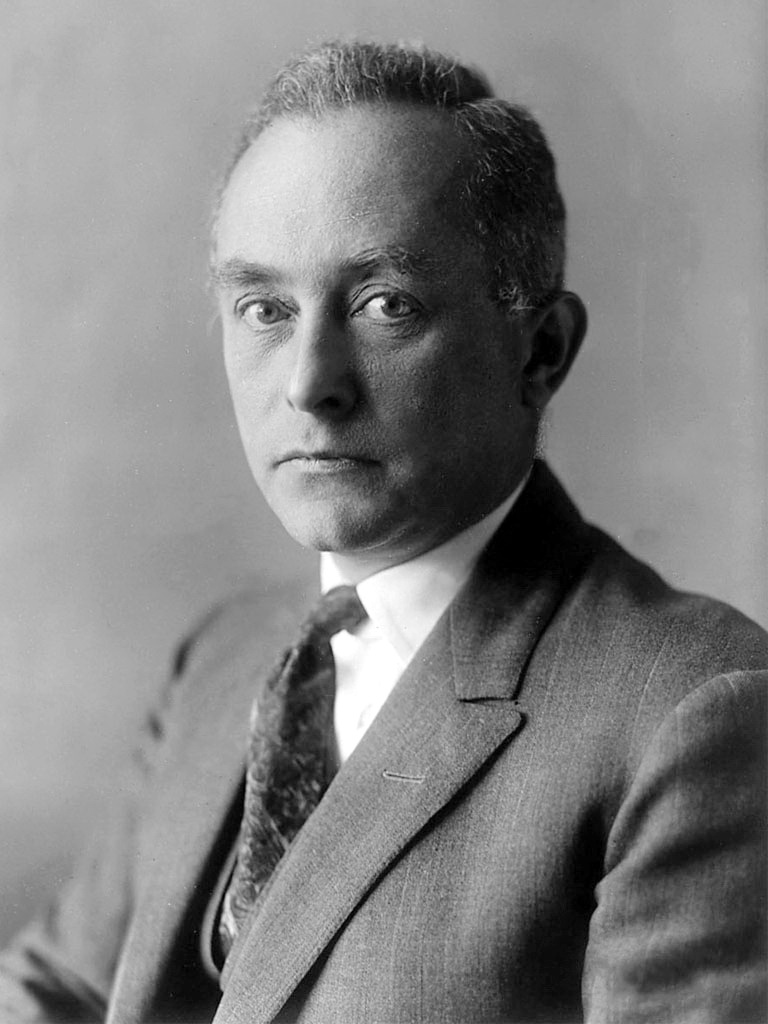
Max Born

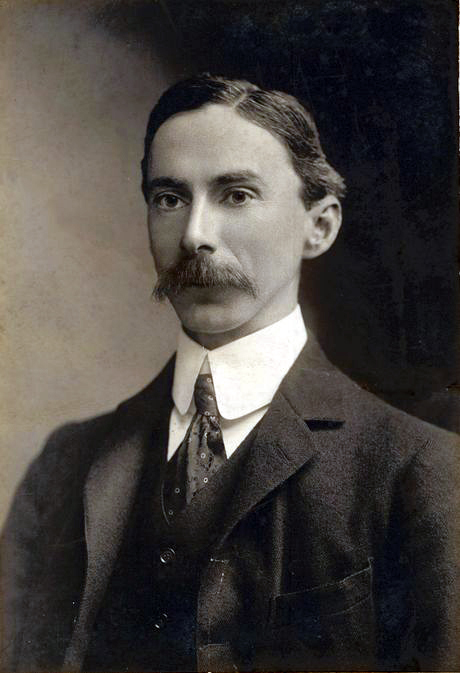
Bertrand Russell

- 5 janvier : Max Born (né en 1882), physicien et mathématicien allemand naturalisé britannique, prix Nobel de physique en 1954.
- 14 janvier : William Feller (né en 1906), mathématicien croate, naturalisé américain.
- 1er février : Alfréd Rényi (né en 1921), mathématicien hongrois.
- 2 février : Bertrand Russell (né en 1872), épistémologue, mathématicien, logicien, philosophe et moraliste britannique.
- 9 février : Leo Moser (né en 1921), mathématicien austro-canadien.
- 29 avril : Paul Finsler (né en 1894), mathématicien suisse.
- 16 juin  : Sydney Chapman (né en 1888), astronome, mathématicien et géophysicien britannique.
- 3 juillet : 
  - Carl Ludvig Godske (né en 1906), mathématicien et météorologue norvégien.
  - Samuel Beatty (né en 1881), mathématicien canadien.
- 6 juillet : Arthur Herbert Copeland (né en 1898), mathématicien américain.
- 20 juillet : John William Theodore Youngs (né en 1910), mathématicien américain.
- 21 juillet : Galina Tyurina (née en 1938), mathématicienne soviétique.
- 22 septembre : Vojtěch Jarník (né en 1897), mathématicien tchécoslovaque.
- 12 octobre : Andreas Speiser (né en 1885), mathématicien et philosophe suisse.
- 2 novembre : Abram Besicovitch (né en 1891), mathématicien russe.
- 10 novembre : Heinz Rutishauser (né en 1918), mathématicien suisse.
- 9 décembre : Richard V. Southwell (né en 1888), mathématicien anglais.
- 12 décembre : Vera Myller (née en 1880), mathématicienne russe puis roumaine.
- 15 décembre : Theodore Motzkin (né en 1908), mathématicien allemand.
- 18 décembre : Pao-Lu Hsu (né en 1910), mathématicien chinois.
- 30 décembre : Helene Stähelin (née en 1891), mathématicienne suisse.